# Bad Blankenburg
Bad Blankenburg (bis 1911 Blankenburg) ist eine Kleinstadt im Landkreis Saalfeld-Rudolstadt in Thüringen, die an der Thüringer Porzellanstraße liegt. Der staatlich anerkannte Erholungsort bezeichnet sich selbst als Lavendelstadt.
In Bad Blankenburg wurde 1840 von Friedrich Fröbel das Konzept des Kindergartens entwickelt und erstmals umgesetzt. Die dafür verwendete Wortneubildung hielt als deutsches Lehnwort Einzug in mehrere Sprachen, u. a. das Englische.

## Geographie

### Lage

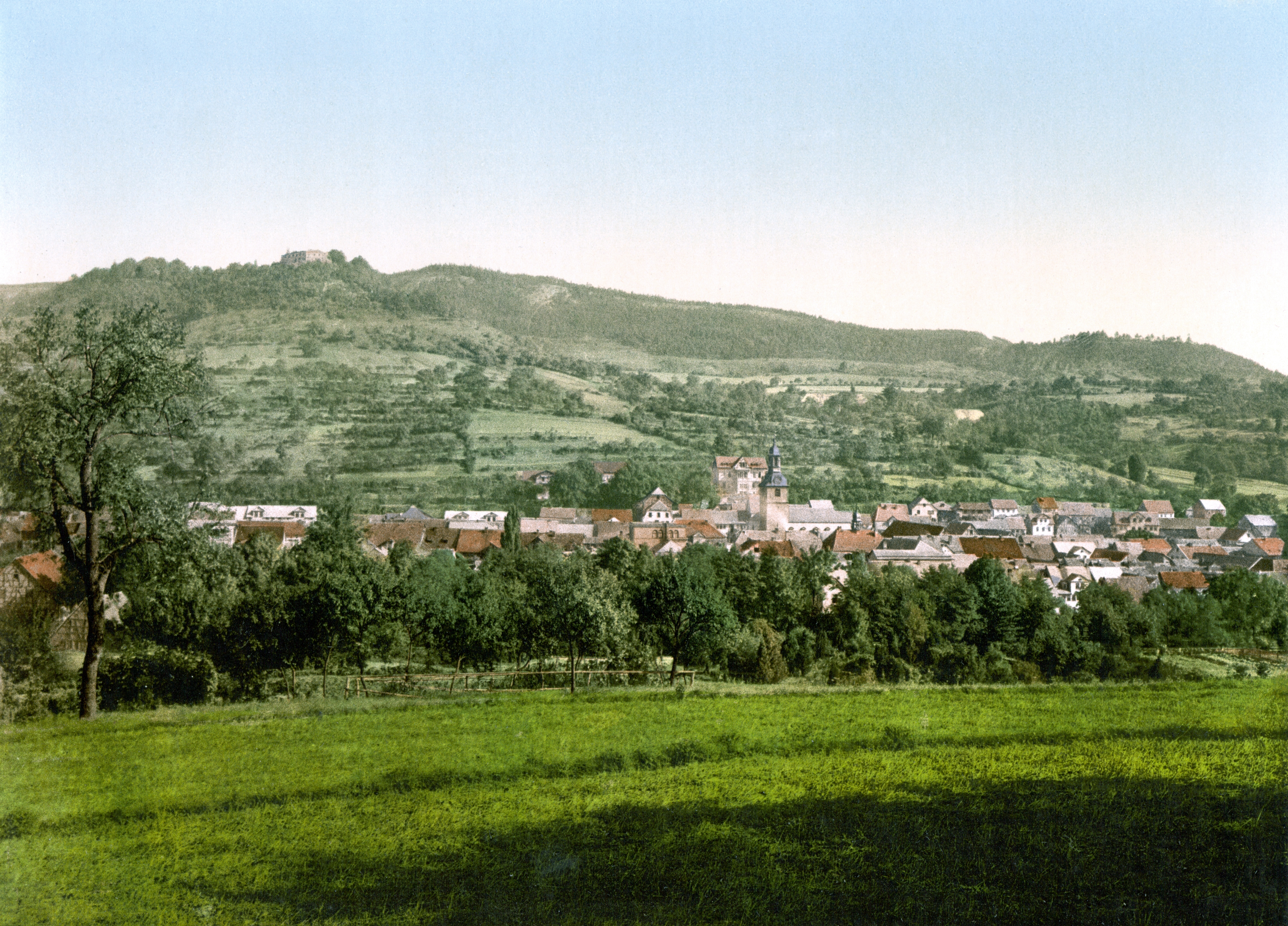
Blankenburg mit Burgruine um 1900

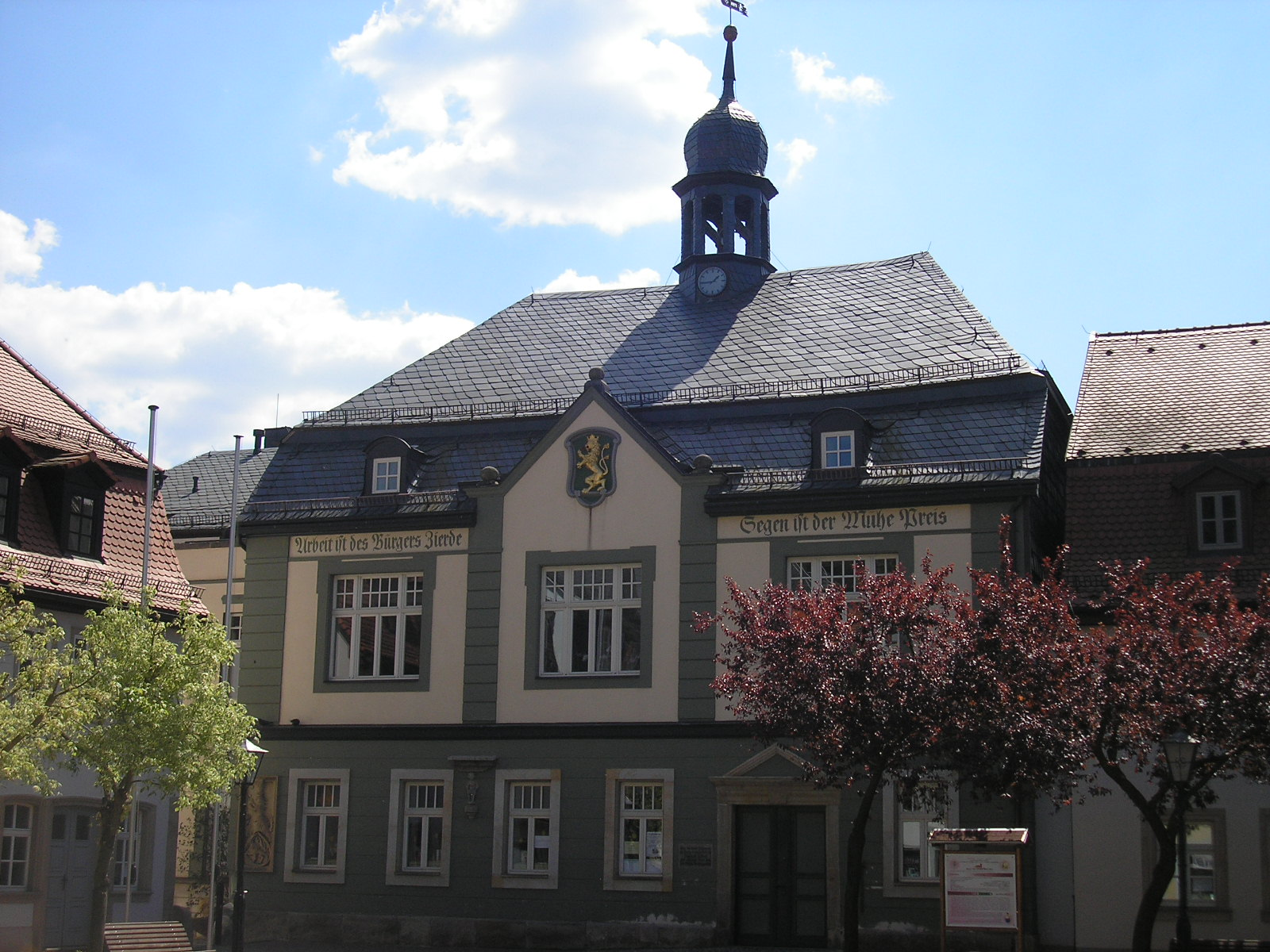
Rathaus

Bad Blankenburg bildet mit den Städten Saalfeld/Saale und Rudolstadt das Städtedreieck Saalebogen mit 60.000 Einwohnern. 
Bad Blankenburg liegt am Nordrand des Thüringer Schiefergebirges, wo die Rinne in die Schwarza mündet. Die Stadt ist das Tor zum Schwarzatal, einer Tourismusregion.

### Stadtgliederung
Zu Bad Blankenburg gehören acht Ortsteile (in Klammern: urkundliche Ersterwähnung):
- Böhlscheiben (1361), 65 Einwohner
- Cordobang (1071), 84 Einwohner, 410 m ü. NN
- Fröbitz (1375), 54 Einwohner, 380 m ü. NN
- Großgölitz (1362), 72 Einwohner
- Kleingölitz (1362), 66 Einwohner
- Oberwirbach (1286), 94 Einwohner
- Watzdorf (1261), 118 Einwohner
- Zeigerheim (1350), 117 Einwohner[2]

### Nachbargemeinden
Angrenzende Gemeinden sind Bechstedt, die Stadt Königsee, die Stadt Rudolstadt, Saalfeld/Saale und Schwarzburg.

## Geschichte

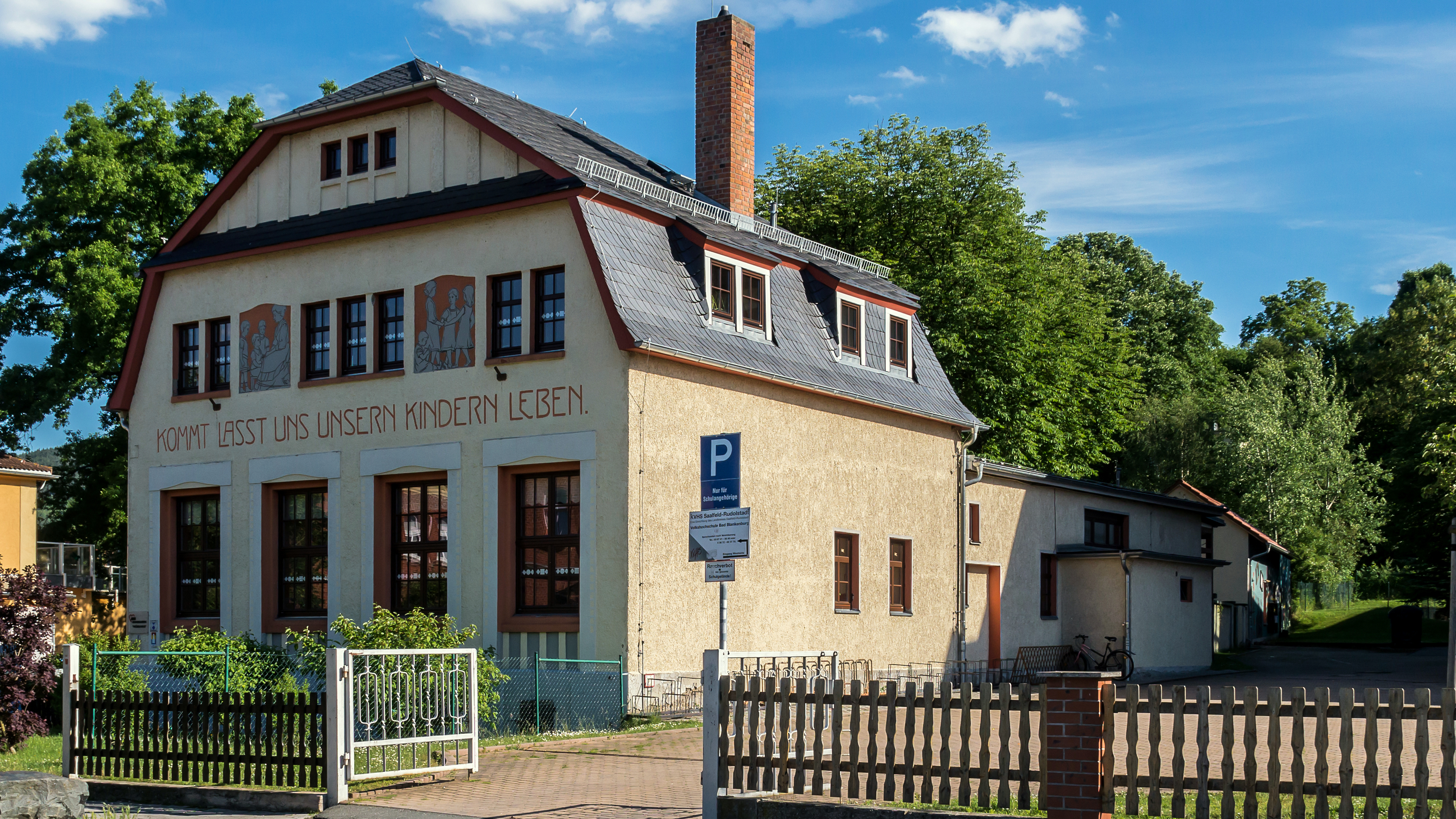
Fröbelkindergarten auf Initiative von Eleonore Heerwart 1908 eröffnet

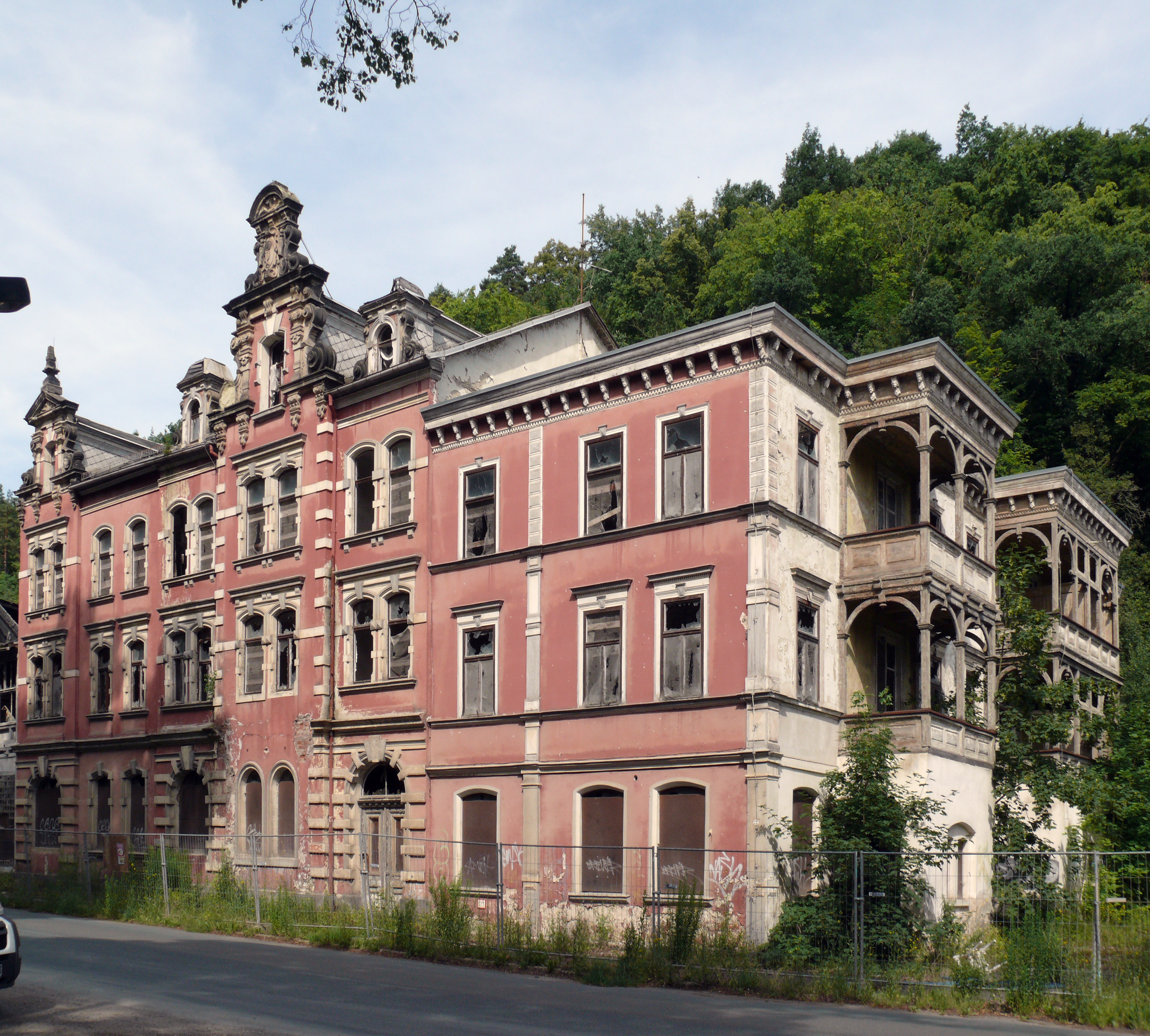
Die Ruine des Hotel Chrysopras zeugte von der früheren Bedeutung als Kurort (abgerissen 2016)

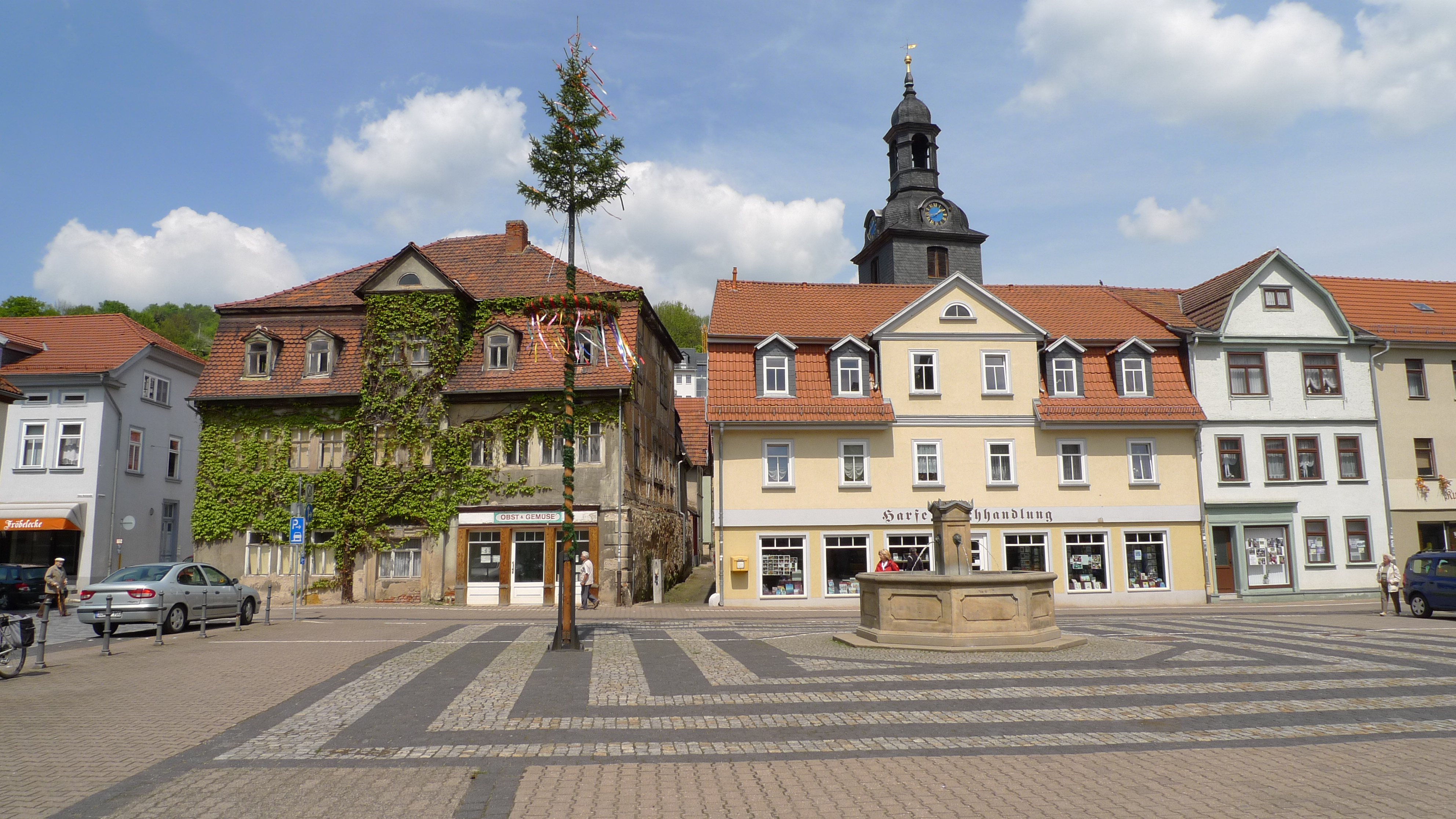
Marktplatz mit Leerständen und einem dem Verfall überlassenen Gebäude 2010, seitdem unverändert

### Mittelalter
Blankenburg wurde 1267 erstmals in einem Stiftungsbrief des Saalfelder Nonnenklosters erwähnt. Der Bau der Stadtkirche wurde 1385 begonnen und nach einem Brand baute man weiter, sodass 1794 die Einweihung erfolgen konnte.
Der Ort geht auf die einst ebenfalls Blankenburg genannte Burg Greifenstein zurück, unter der sich die Siedlung als nach der Burg genannter Burgweiler bildete und 1267 erstmals urkundlich erwähnt wurde. Das Stadtrecht ist seit 1323 urkundlich verbürgt.

### Neuzeit
1744 kam es zu einem schweren Stadtbrand, der nahezu alle Gebäude der Stadt zerstörte. Im Jahr 1840 gründete Friedrich Fröbel in Blankenburg den ersten Kindergarten der Welt. Im selben Jahr begann auch der Kurbetrieb im Ort, durch den Blankenburg 1911 von den damaligen Fürsten von Schwarzburg-Rudolstadt der Titel Bad verliehen wurde. Bis 1918 gehörte der Ort zur Oberherrschaft des Fürstentums Schwarzburg-Rudolstadt.
Am 1. Juli 1950 wurde die Gemeinde Watzdorf eingegliedert.

### Wende und Bundesrepublik Deutschland
Zu DDR-Zeiten wurde das ehemalige Sanatorium Schwarzeck als Parteischule der SED umgebaut und später als Hotel betrieben, aber nach 2000 dem Verfall preisgegeben.
Am 19. Juni 1992 wurden Böhlscheiben und Zeigerheim eingemeindet, am 23. März 1993 folgten Gölitz und Oberwirbach und am 8. März 1994 Cordobang.

### Einwohnerentwicklung
Entwicklung der Einwohnerzahl (ab 1960 31. Dezember):
| - 1834: 01.256 - 1933: 04.557 - 1939: 05.307 - 1960: 10.126 - 1994: 08.323 - 1995: 08.197 - 1996: 08.136 | - 1997: 8.076 - 1998: 8.037 - 1999: 7.963 - 2000: 7.909 - 2001: 7.764 - 2002: 7.688 - 2003: 7.658 | - 2004: 7.613 - 2005: 7.498 - 2006: 7.363 - 2007: 7.281 - 2008: 7.235 - 2009: 7.173 - 2010: 7.047 | - 2011: 6.873 - 2012: 6.816 - 2013: 6.724 - 2014: 6.644 - 2015: 6.767 - 2016: 6.666 - 2017: 6.515 | - 2018: 6.407 - 2019: 6.334 - 2020: 6.191 - 2021: 6.075 - 2022: 6.015 - 2023: 5.978 - 2024: 5.843 |

Datenquelle ab 1994: Thüringer Landesamt für Statistik

## Politik

### Stadtrat
Nach der Stadtratswahl am 26. Mai 2024 ergab sich folgende Verteilung der 20 Sitze im Vergleich zur Wahl 2019:
| Partei    | Sitze | +/− |
| --------- | ----- | --- |
| CDU       | 9     | +2  |
| FWG       | 7     | −1  |
| Die Linke | 4     | −1  |
| Gesamt    | 20    | ±0  |

### Bürgermeister
Seit 2024 ist Thomas Schubert (CDU) Bürgermeister von Bad Blankenburg. Er wurde bei einer Wahlbeteiligung von 60,1 Prozent mit 52,9 Prozent der gültigen Stimmen im ersten Wahlgang gewählt. Er löste damit Mike George (Freie Wähler) ab, der seit 2018 Bürgermeister gewesen war.

### Wappen
Blasonierung: „In Grün ein aufgerichteter hersehender goldener Löwe mit roter Zunge und Bewehrung.“

### Städtepartnerschaften
Seit 1990 besteht eine Städtepartnerschaft mit der nordhessischen Stadt Hofgeismar. 2013 wurde eine Partnerschaft mit der polnischen Stadt Tarnów Opolski (Landkreis Opole, Partnerlandkreis des Landkreises Saalfeld-Rudolstadt) vereinbart.

## Kultur und Sehenswürdigkeiten

### Überblick

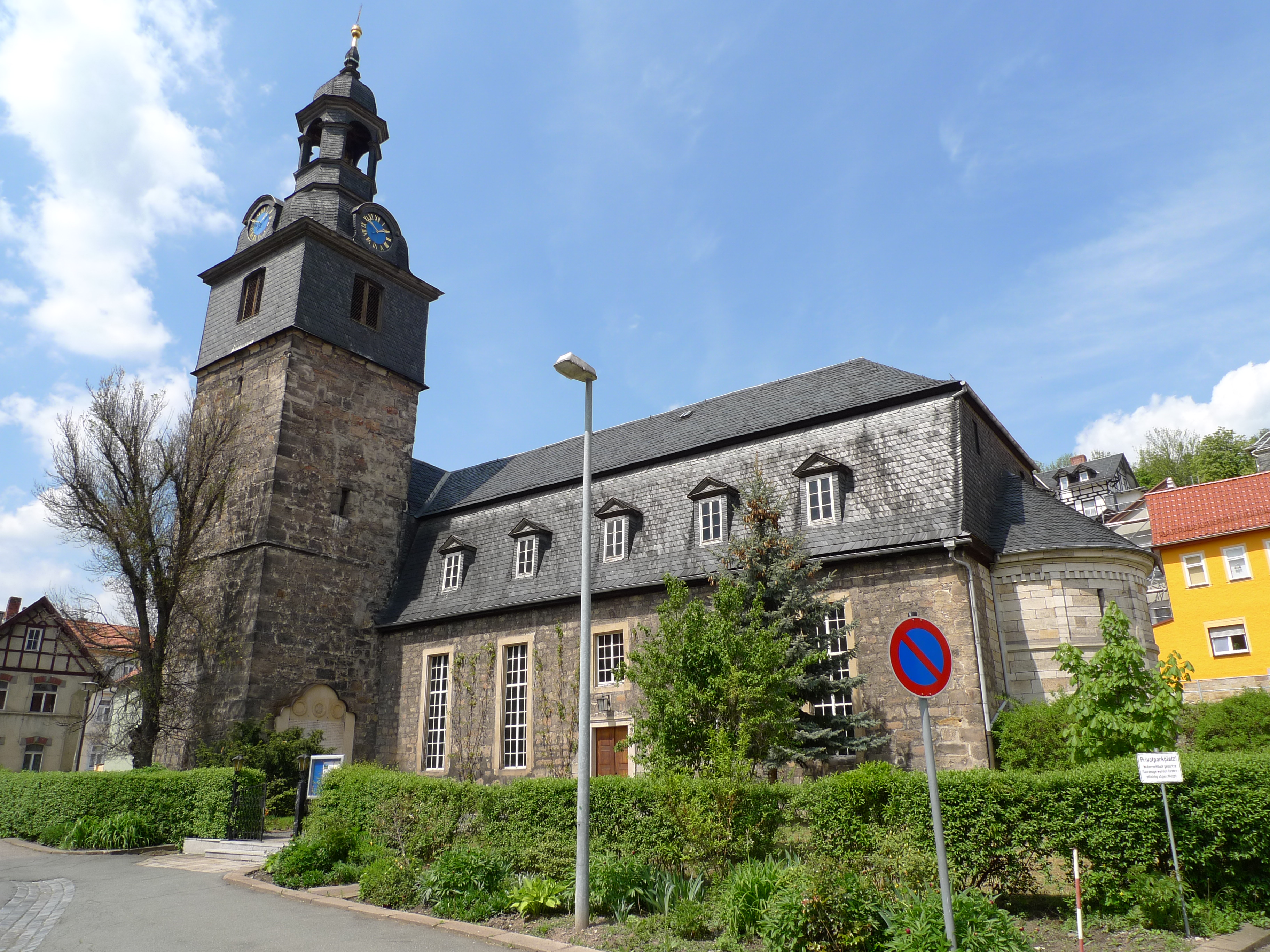
Ev. St.-Nicolai-Kirche

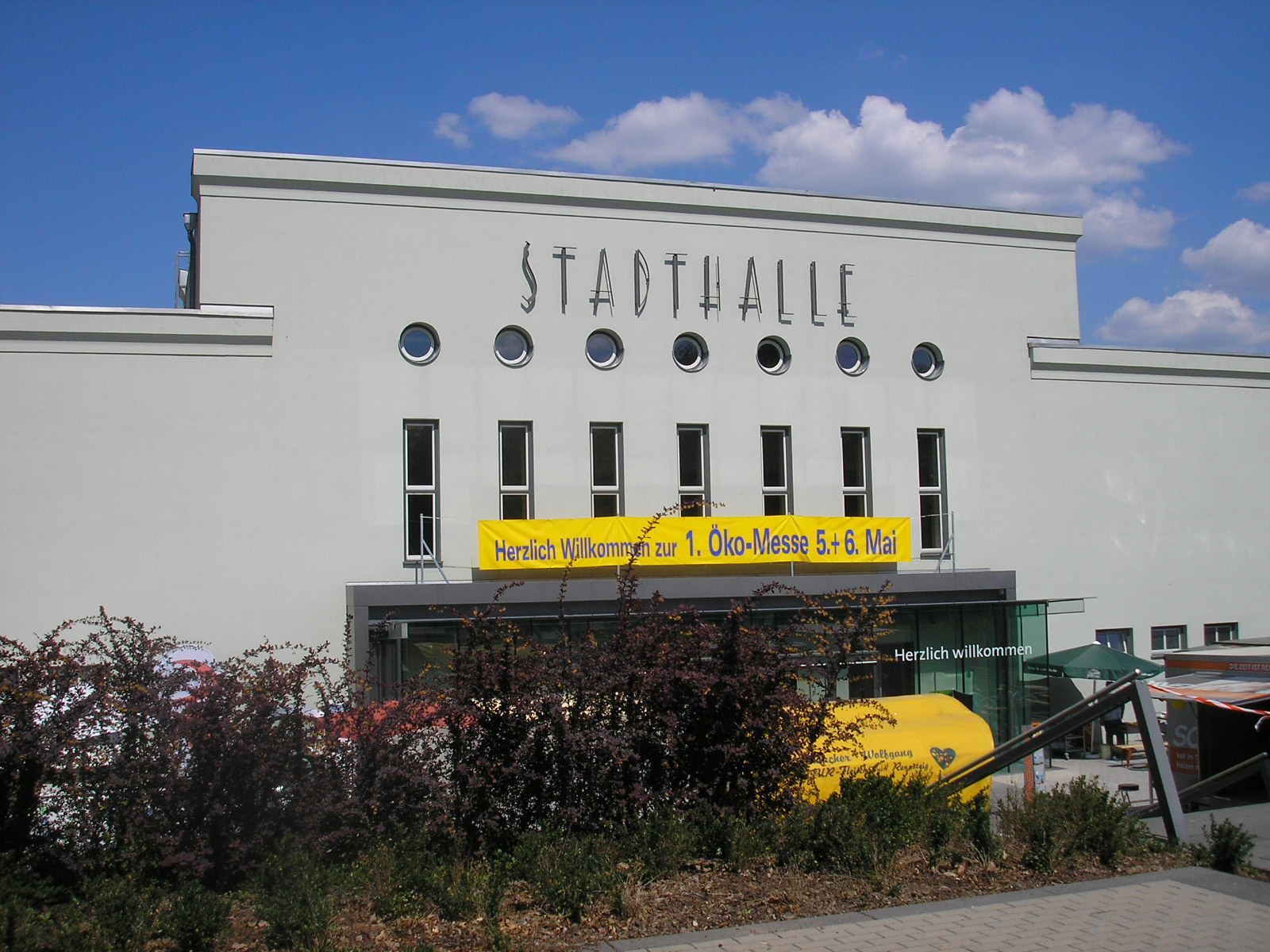
Stadthalle von 1930

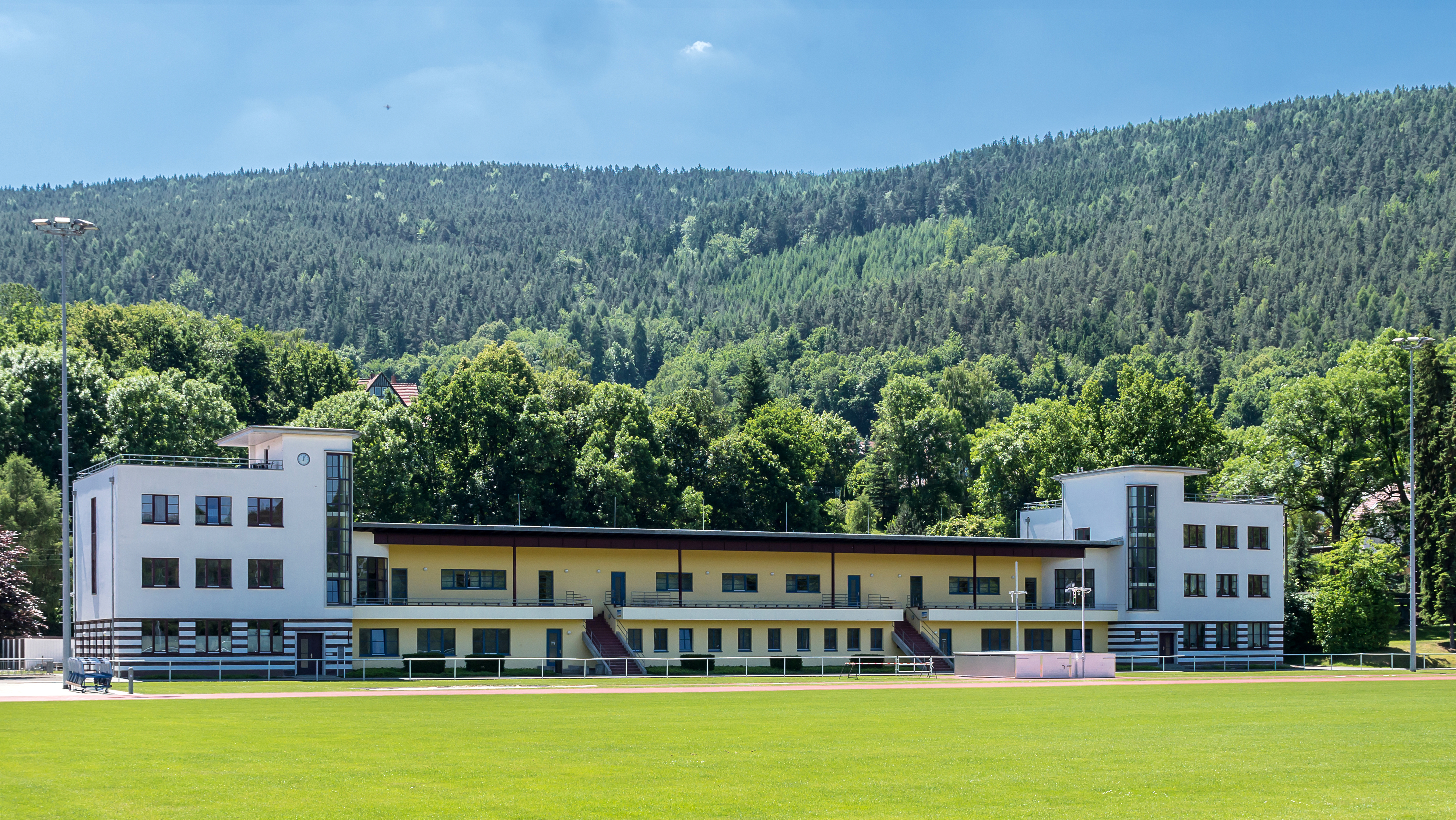
Landessportschule Thüringen
im Bauhausstil

Zu den Sehenswürdigkeiten zählen neben der Burg Greifenstein das jährlich stattfindende Lavendelfest.
Zwei Kilometer südsüdwestlich des Zentrums der Stadt liegt rechts der Schwarza die Wallanlage Hünenkuppe, geschützt durch die angrenzenden Steilhänge. Es ist wahrscheinlich eine Befestigungsanlage der jüngeren Bronze- oder älteren Eisenzeit. Die siedlungsunfreundliche Lage deutet auf einen Kultstandort hin. Er wird aber auch mit den damaligen Goldfunden in der Schwarza in Verbindung gebracht.
Bad Blankenburg war ab 1926 Tagungsort des Vertreterconvents (VC) der akademischen Turnerschaften, eines Verbands von Studentenverbindungen. In Bad Blankenburg wurde vom Vertreterconvent eine Sportstätte für die Turnfeste errichtet, die heute die Landessportschule Thüringen beherbergt. Ebenso errichteten die Mitglieder des VC die Stadthalle und restaurierten den Turm auf Burg Greifenstein.
Heute findet in Bad Blankenburg jährlich im Herbst die Greifensteintagung des Coburger Convents (CC) statt.
Ein Gedenkstein auf dem Gelände des evangelisch-kirchlichen Anna-Luisen-Stiftes erinnert seit 2001 an die mehr als 200 behinderten Kinder, die dort von den 1920er Jahren bis in die 1940er Jahre gefoltert und schließlich getötet wurden. 54 von ihnen wurden 1941 in die Thüringer Landesheilanstalt Stadtroda gebracht, von denen 24 nicht zurückkehrten, weil sie mit hoher Wahrscheinlichkeit dem Euthanasieprogramm T4 zum Opfer fielen.
Am Oelberg (im häufig so genannten Wohngebiet Dörfchen) wurde 1985 für die Opfer des Todesmarsches von Häftlingen des KZ Buchenwald, der den Ort im April 1945 passierte, ein Gedenkstein aufgestellt.
Durch Bad Blankenburg verläuft der Bergwanderweg Eisenach–Budapest.
Bislang wurde von Gunter Demnig nur ein Stolperstein in der Stadt verlegt.

### Friedrich-Fröbel-Museum

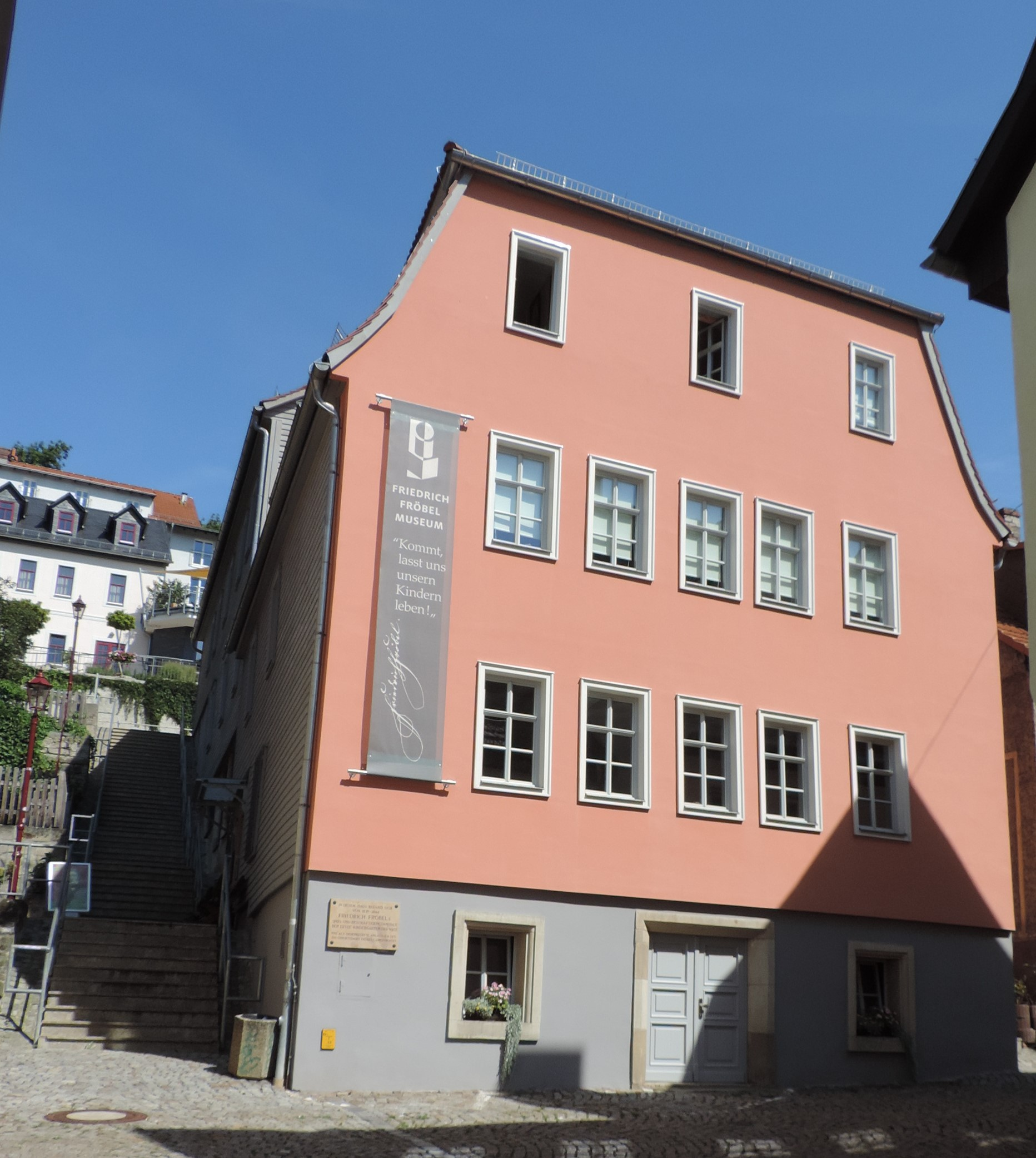
Friedrich-Fröbel-Museum

Das Museum wurde 1910 in dem Gebäude eröffnet, in dem Friedrich Fröbel 1839/40 den ersten Kindergarten der Welt „stiftete“. Der handschriftliche Nachlass des Museums umfasst über 1000 Briefe. Zudem verfügt das Museum über eine Bibliothek mit über 3000 Bänden nationaler und internationaler Fröbel-Sekundärliteratur. Das Museum ist auch Forschungs- und Tagungsstätte für Wissenschaftler, die sich mit Friedrich Fröbel beschäftigen.
Zahlreiche Orte aller Art in und um Bad Blankenburg, bis hin zu einem Aussichtspunkt, wurden nach Fröbel benannt.

### Einstiges Kurviertel
Südöstlich der Altstadt, am Eingang ins Schwarzatal, mit Blick auf die großen Mischwälder des Thüringer Schiefergebirges, zeugt das einstige Kurviertel vom mondänen Charme vergangener Zeiten.
Entlang der Schwarza erstrecken sich ausgedehnte Parkanlagen, mit dem Kurpark, dem Pavillon der Antonius-Quelle und einer Kneippanlage. Hier befindet sich auf der gegenüberliegenden Seite der Schwarza, zu beiden Seiten der Georgstraße, das große Villenviertel, mit einer Rehaklinik und einstigen und noch bestehenden Hotels, die vom früheren Kurbetrieb zeugen. Jenseits der Schwarza, am Waldrand, liegt das dem Verfall preisgegebene Hotel Schwarzeck, im Stil eines Grandhotels aus der Belle Epoque.
Ein dichtes Wanderwegenetz beginnt an den Parkanlagen und erschließt das Thüringer Schiefergebirge.

Villen in Bad Blankenburg
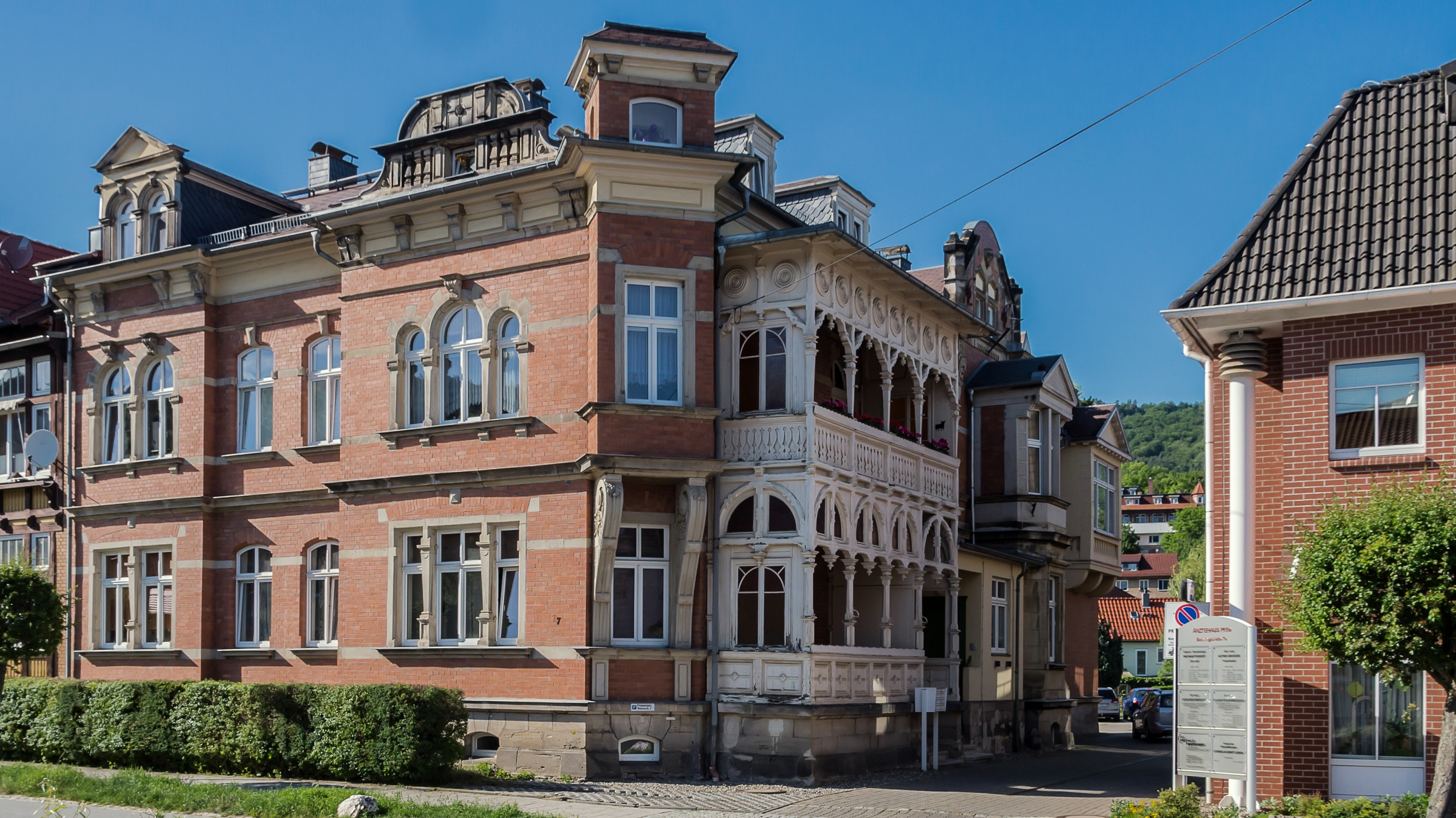
Bähringstraße
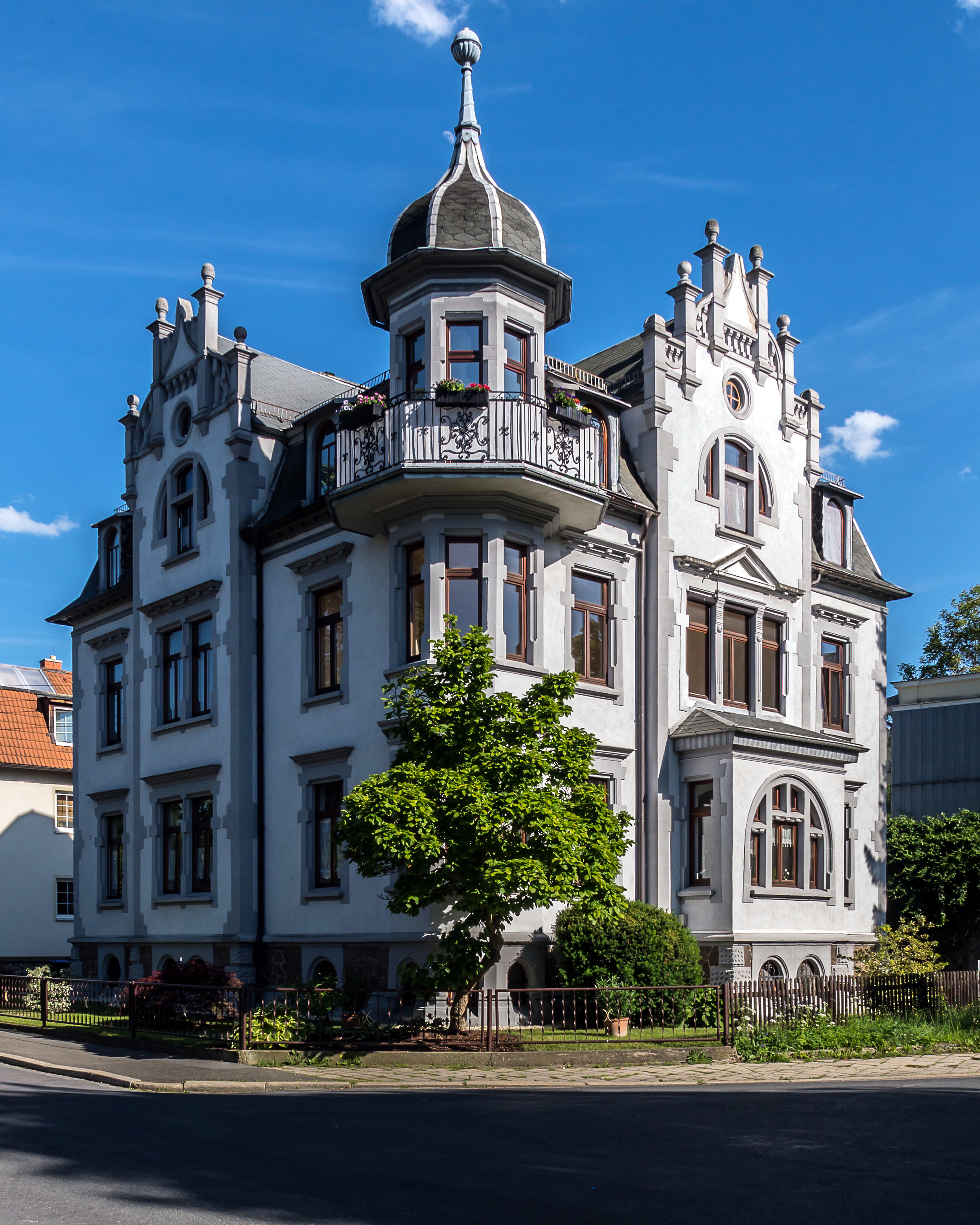
Fröbelstraße
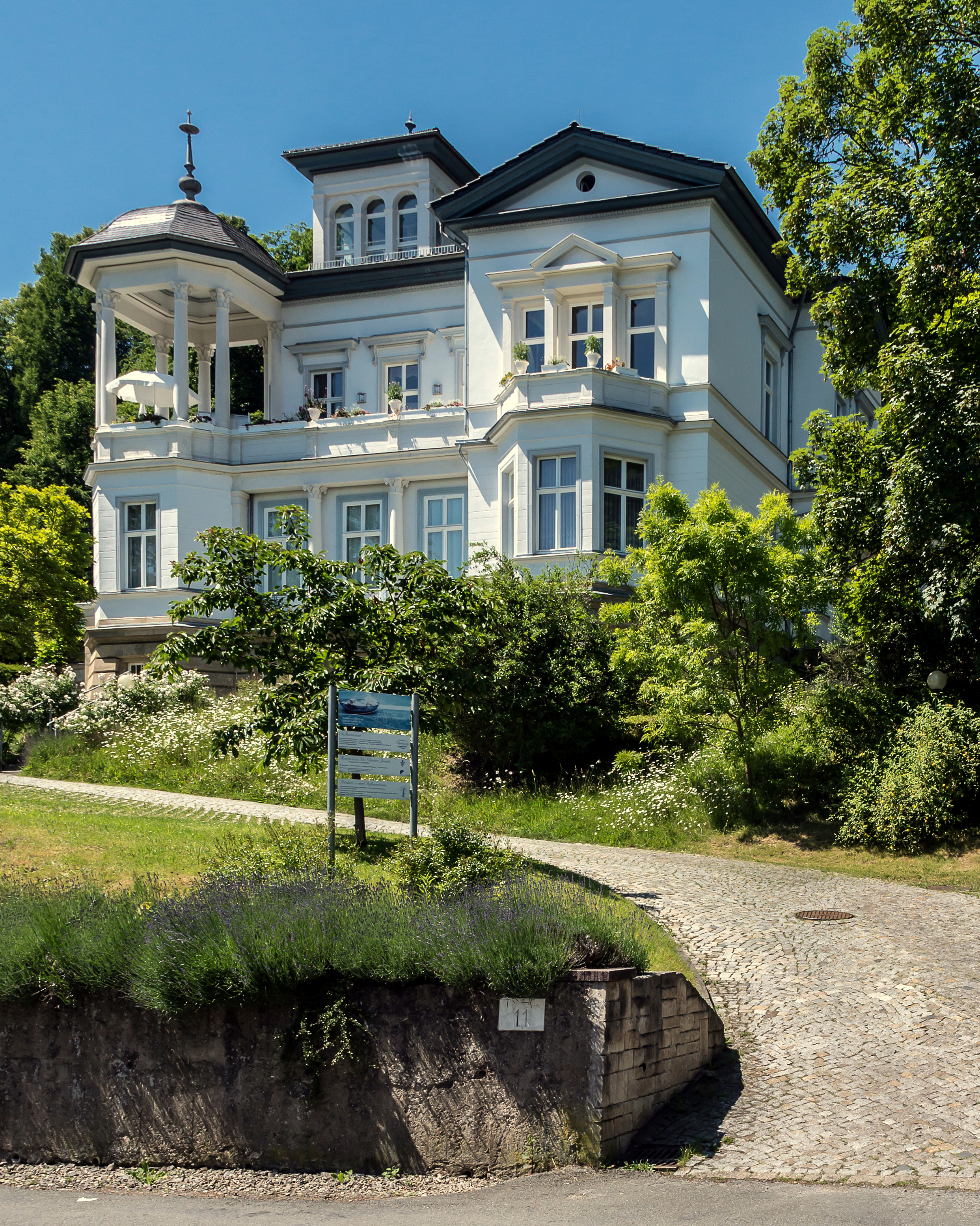
Goetheweg
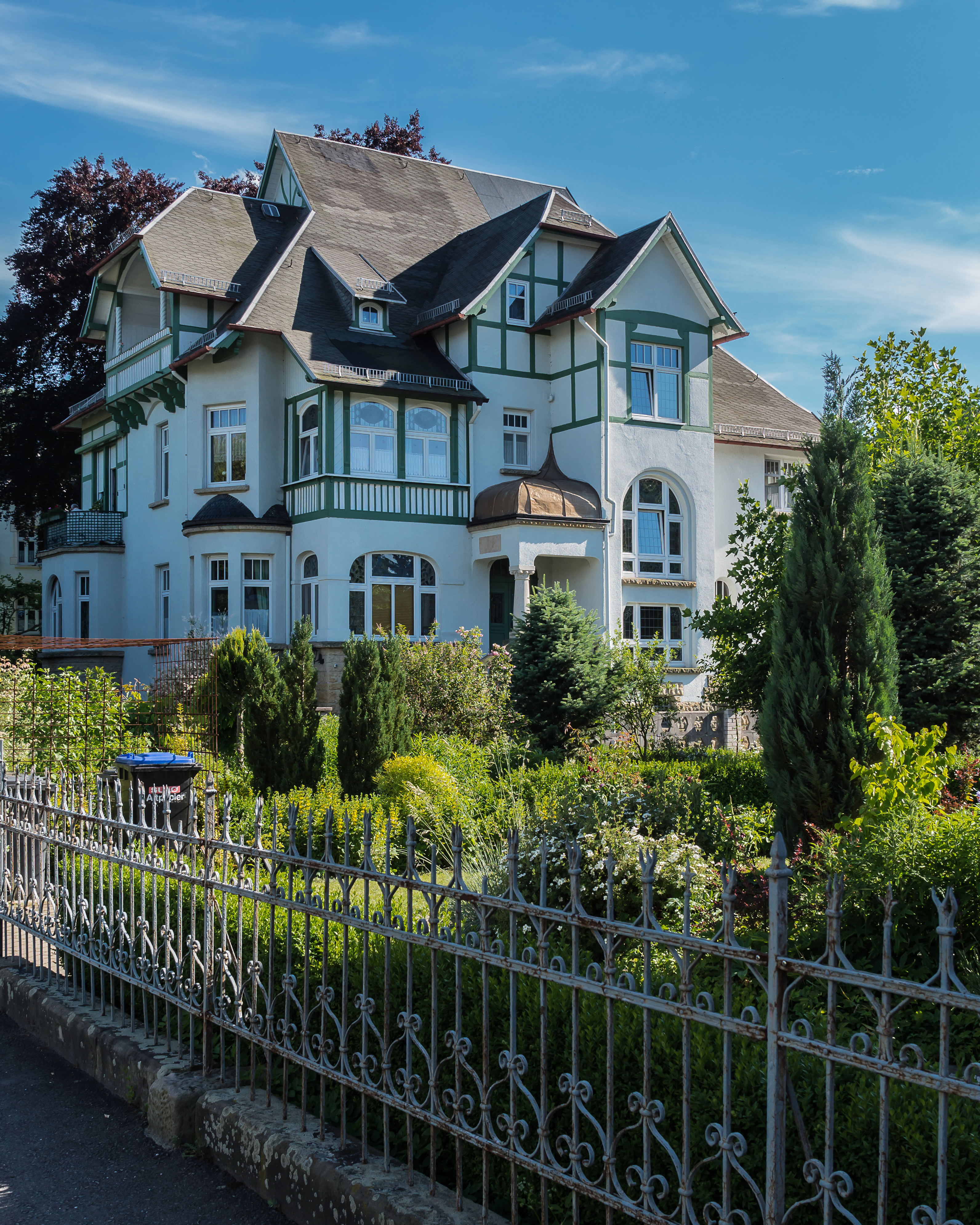
Georgstraße
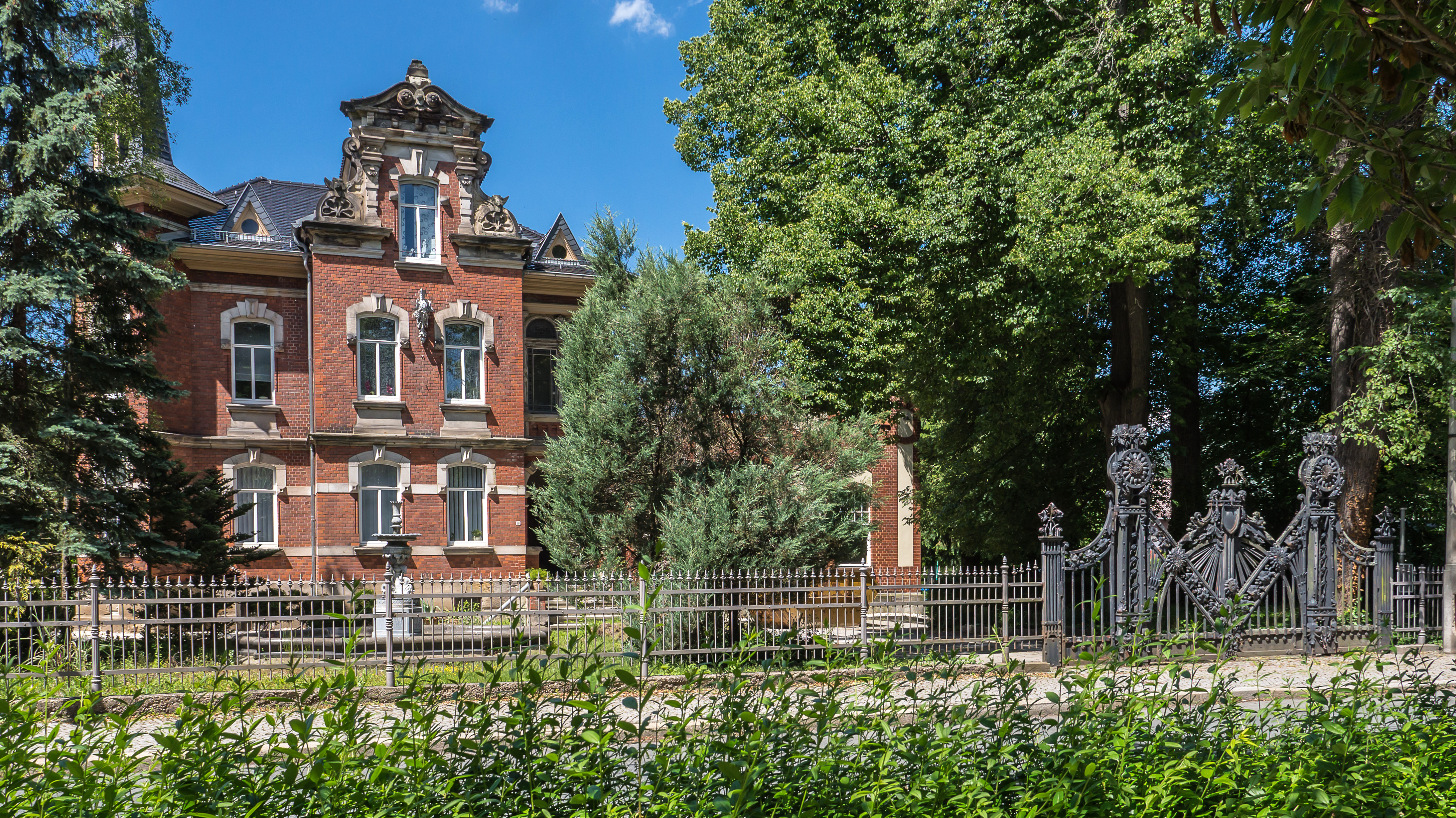
Schwarzburger Straße

### Sport
2021 bewarb sich die Stadt zusammen mit Rudolstadt und Saalfeld als Host Town für die Gestaltung eines viertägigen Programms für eine internationale Delegation der Special Olympics World Summer Games 2023 in Berlin. 2022 wurde sie als Gastgeberin für Special Olympics Sudan ausgewählt. Damit wurde sie Teil des größten kommunalen Inklusionsprojekts in der Geschichte der Bundesrepublik mit mehr als 200 Host Towns.

## Verkehr
Der Bahnhof Bad Blankenburg (Thüringerw) liegt an der seit 1895 bestehenden Bahnstrecke Arnstadt–Saalfeld. Außerdem verläuft die Bundesstraße 88 (Ilmenau–Naumburg) durch den Ort.
Von 1884 bis 2000 wurde zudem noch die Bahnstrecke Rudolstadt-Schwarza–Bad Blankenburg betrieben.

## Wirtschaft
Die Städte Bad Blankenburg, Rudolstadt und Saalfeld/Saale arbeiten seit 1997 als Städteverbund Städtedreieck am Saalebogen zusammen und begannen eine Diskussion über einen möglichen festeren Zusammenschluss. Ein Ergebnis ist u. a. die Zusammenlegung der Wirtschaftsförderungen zu einer regionalen Wirtschaftsförderagentur im Juli 2007.

### Medien
Im Bereich der Medien sind in der Stadt Verlage wie auch größere Druckereien vertreten.
Bad Blankenburg gehört zum Verbreitungsgebiet der Ostthüringer Zeitung (OTZ) und wird im Bereich der elektronischen Medien neben den allgemeinen öffentlich-rechtlichen und privaten Angeboten Thüringens vom SRB, dem regionalen Bürgermediensender, versorgt.

### Elektro- und Elektronikindustrie
In Bad Blankenburg gab es zwei Hersteller von Antennentechnik: Blankom Antennentechnik GmbH und Antennentechnik Bad Blankenburg AG. Beide sind Nachfolgebetriebe des VEB Antennenwerke Bad Blankenburg. Blankom wurde wegen Insolvenz zum 31. Januar 2017 aufgelöst. ABB verlagerte seinen Geschäftssitz nach Weimar.
Die Stadt war bereits seit der ersten Hälfte des 20. Jahrhunderts ein Standort von Elektro- bzw. Radioherstellern. 1919 entstand in Bad Blankenburg die Hermann Pawlik – Elektrotechnische Fabrik Heliogen. Eines ihrer Produkte waren Detektorempfänger. 1946 wurde der Betrieb nach der Liquidation in eine Sowjetische Aktiengesellschaft (SAG) umgewandelt, bevor sie 1950 zum VEB Fernmeldewerk Bad Blankenburg wurde. Ab 1961 produzierte der Betrieb unter dem Namen VEB Antennenwerke Bad Blankenburg.
1930 gründete Franz Baumgartner (eFBe) eine Firma für Heizkissen und elektrische Apparate. In der DDR wurde 1952 das Vermögen beschlagnahmt. Daraus entstand der VEB (K) Elektro-Heiz-Geräte, später vergrößert und umbenannt in VEB (B) Elektrogeräte- und Armaturenwerk Bad Blankenburg. 1978 wurde der Betrieb dem Kombinat VEB Elektrogerätewerk Suhl zugeordnet und die Produkte wurden unter dem Markennamen AKA electric auch ins Ausland exportiert. Zwei Jahre nach der Deutschen Wiedervereinigung wurde der VEB Elektrogeräte Bad Blankenburg am 21. Mai 1992 in eine GmbH und der Treuhandanstalt als Gesellschafter unterstellt. Das Unternehmen firmierte danach als Efbe Elektrogeräte GmbH. Zum 1. Januar 1993 erfolgte die Privatisierung und Bernd Heinze übernahm das Unternehmen und erwarb die Produktionseinrichtungen und Werkzeuge der in Konkurs gegangenen Schott Elektrogeräte GmbH aus Groß Ippener und begann mit der erneuten Produktion von elektrischen Produkten unter den Marken efbe-Schott, Maybaum und Kalorik. Die Efbe GmbH mit ihrer Tochtergesellschaft die Efbe Elektrogeräte gehören zur Team Kalorik Group N.V. mit Sitz in Sint-Genesius-Rode (Belgien).

## Sonstiges

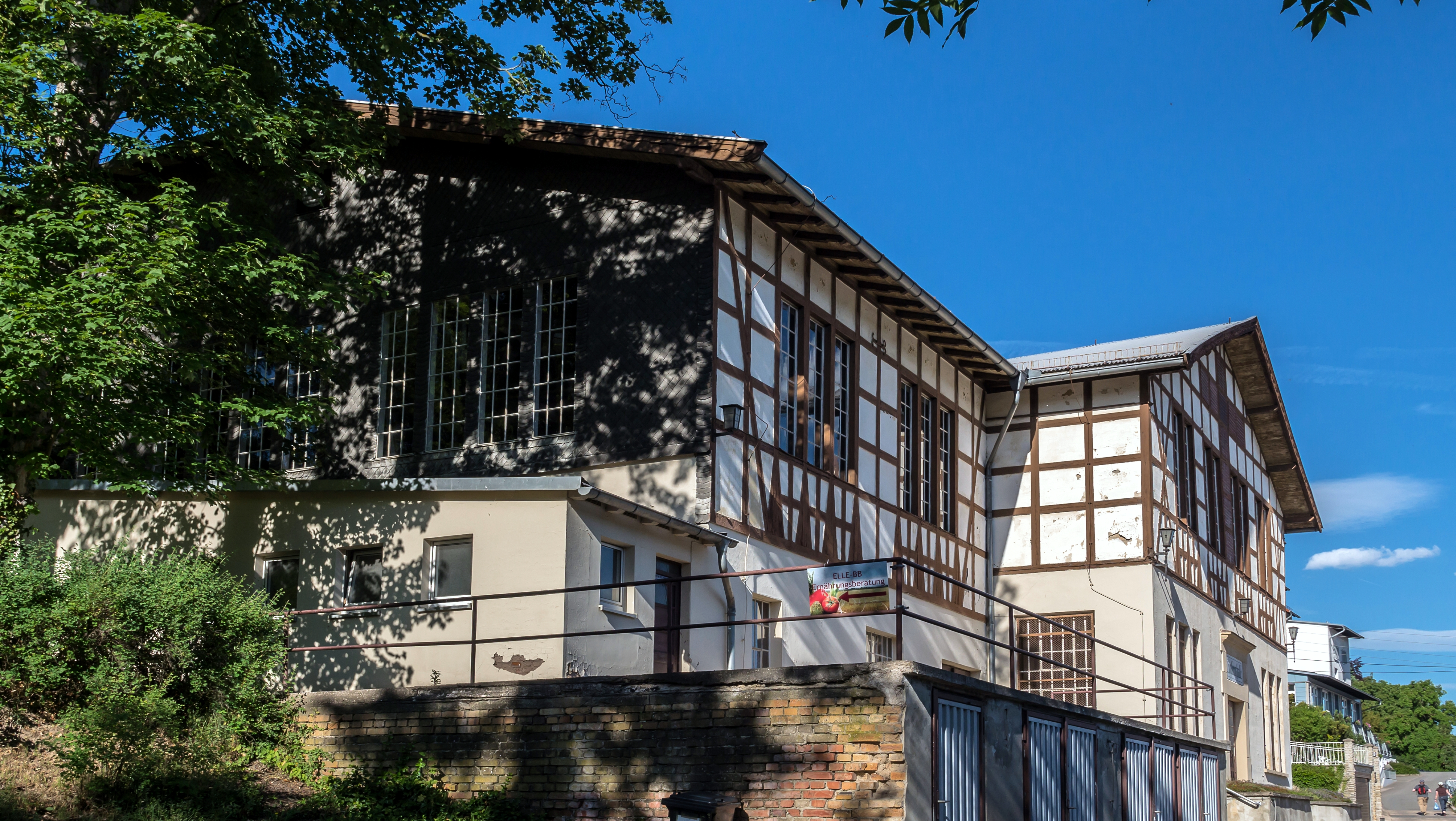
Konferenzhalle der Deutschen Evangelischen Allianz

Bad Blankenburg ist Sitz der Deutschen Evangelischen Allianz, eines Zusammenschlusses evangelisch und vor allem evangelikal gesinnter Christen verschiedener Gemeinden und Gruppen. Angeregt durch Anna Thekla von Weling, findet seit 1886 (mit kurzzeitigen Unterbrechungen) alljährlich in der Konferenzhalle der Deutschen Evangelischen Allianz die Bad Blankenburger Allianzkonferenz statt. Es handelt sich laut Selbstbeschreibung um die „historisch älteste, regelmäßig stattfindende Bibel- und Glaubenskonferenz für Jung und Alt“.
Die Stadt ist staatlich anerkanntes Heilbad. Das Prädikat Luftkurort verlor die Stadt im Jahr 2007. Sie bemüht sich aber, durch entsprechende Maßnahmen zur Steigerung der Luftqualität diesen Titel erneut zu erwerben. Seit 2013 trägt die Stadt auch den Titel staatlich anerkannter Erholungsort.